# رالف گرابش
رالف گرابش (انگلیسی: Ralf Grabsch؛ زادهٔ ۷ آوریل ۱۹۷۳) دوچرخه‌سوار اهل آلمان است.